# Grace – Monaco csillaga
A Grace – Monaco csillaga (eredeti cím: Grace of Monaco)  2014-es nemzetközi kooprodukciós életrajzi filmdráma. A filmet Oliver Dahan rendezte Arash Amel forgatókönyve alapján, a zenéjét pedig Christopher Gunning szerezte. A film főszereplője Nicole Kidman, aki a címszereplő Grace Kelly-t alakítja, mellette feltűnik még a filmben Tim Roth, Frank Langella, Parker Posey és Milo Ventimiglia.
Bemutatója eredetileg 2013 novemberének végén, majd 2014. március 14-én lett volna, majd végül 2014. május 14-én láthatta először a közönség a 2014-es cannes-i fesztivál nyitófilmjeként. Ezután a filmet Olaszországban 2014. május 15-én, Belgiumban 2014. május 21-én, Magyarországon pedig 2014. május 22-én mutatták be. Az Amerikai Egyesült Államokban végül nem került mozikba a film, 2015. május 25-én lett bemutatva a Lifetime televízióadón.

## Cselekménye
A film Grace Kelly életét dolgozza fel, aki a huszadik század egyik tehetséges és sikeres színésznője volt. Aztán 1956-ban maga mögött hagyta az életet hogy feleségül menjen III. Rainar-hoz, Monaco hercegéhez. Ám a színésznőt nem feledték el Hollywoodban és 6 évvel később a legendás rendező, Alfred Hitchcock szeretné őt visszacsábítani. Egy szerepet ajánl neki a Marnie című filmben, ahol Sean Connery lenne partnere, ám ekkor férjének is szüksége lenne rá, ugyanis a francia államfő, Charles de Gaulle megpróbálja elszedni a városállam függetlenségét. A nő súlyos döntés elé kényszerül: vagy visszatér régi életébe, vagy férjével marad, és helyt áll Monaco egyik legnehezebb pillanatában.

## Szereplők

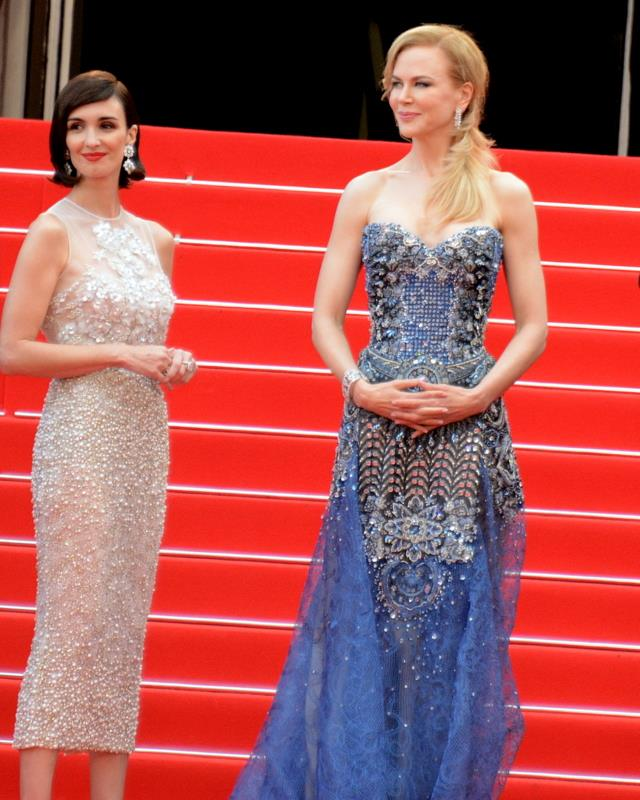
Paz Vega és Nicole Kidman a 2014-es cannes-i fesztiválon.

| Szereplő                              | Színész                | Magyar hang         |
| ------------------------------------- | ---------------------- | ------------------- |
| Grace Kelly                           | Nicole Kidman          | Pápai Erika         |
| Rupert Allan                          | Milo Ventimiglia       | Seszták Szabolcs    |
| III. Rainier herceg                   | Tim Roth               | Epres Attila        |
| Maria Callas                          | Paz Vega               | Németh Borbála      |
| Madge Tivey-Faucon                    | Parker Posey           | Kisfalvi Krisztina  |
| Fernando D'Aillieres gróf             | Derek Jacobi           | Harsányi Gábor      |
| Francis Tucker atya                   | Frank Langella         | Ujréti László       |
| Antoinette hercegnő                   | Geraldine Somerville   | Spilák Klára        |
| Jean-Charles Rey                      | Nicholas Farrell       | Rosta Sándor        |
| Arisztotelész Onasszisz               | Robert Lindsay         | Fazekas István      |
| Emile Pelletier                       | Olivier Rabourdin      | Megyeri János       |
| Alfred Hitchcock                      | Roger Ashton-Griffiths | Szélyes Imre        |
| M. Delavenne                          | Yves Jacques           | Galbenisz Tomasz    |
| Charles de Gaulle                     | André Penvern          | Forgács Gábor       |
| Robert McNamara                       | Philip Delancy         |                     |
| Emile Cornet                          | Ron Webster            | Katona Zoltán       |
| Phyllis Blum                          | Flora Nicholson        | Kiss Virág Magdolna |
| Caroline hercegnő                     | Candela Cottis         | Boldog Emese        |
| Antoniette mostohaanyja               |                        | Kassai Ilona        |
| Miss Paget, Grace Kelly franciatanára | Serpentine Teyssier    | Kiss Erika          |
| Grace Kelly anyja a telefonban        | ?                      | Tímár Éva           |

## Díjak és jelölések
| Díj                     | Kategória                                     | Jelölt                        | Eredmény |
| ----------------------- | --------------------------------------------- | ----------------------------- | -------- |
| Primetime Emmy-díj      | Legjobb tévéfilm                              | Grace – Monaco csillaga       | Jelölve  |
| Primetime Emmy-díj      | Legjobb frizura (minisorozat vagy tévéfilm)   | Agathe Dupuis, Silvine Picard | Jelölve  |
| Screen Actors Guild-díj | Legjobb színésznő (minisorozat vagy tévéfilm) | Nicole Kidman                 | Jelölve  |